# 亞歷克西斯·瓦尼安
亞歷克西斯·凱利·瓦尼安（英語：Alexis Kerry Ohanian，1983年4月24日—）是一個美國創業者、行動主義者和投資者，也是Reddit的創辦人之一。

## 生平
瓦尼安在1983年4月24日出生於紐約布魯克林，父親克里斯（Chris）為亞美尼亞大屠殺後跟隨父母移民美國的亞美尼亞人，母親安琪（Anke）則是一位德裔美國人。他知名於創立網站Reddit、Hipmunk和社會企業Breadpig。他是Y Combinator的合夥人，亦是Reddit的執行主席。

## 家庭
2016年12月29日与網球名將塞雷娜·威廉姆斯订婚。